# Sparkassenverband Rheinland-Pfalz
Der Sparkassenverband Rheinland-Pfalz (SVRP) ist ein Sparkassen- und Giroverband der Sparkassen, Landesbausparkasse und Landesbank im Land Rheinland-Pfalz.

## Allgemeines
Es handelt sich um einen Verband in der Rechtsform der Körperschaft des öffentlichen Rechts, der als Interessenverband fungiert und der Pflichtmitglieder hat.

## Rechtliche Grundlagen
Der Sparkassenverband Rheinland-Pfalz ist eine Körperschaft des öffentlichen Rechts. Rechtsgrundlage ist § 25 des Sparkassengesetzes für Rheinland-Pfalz sowie die vom Sparkassenverband erlassene Verbandssatzung.
Sitz des Verbands ist Mainz. Seit Anfang 2020 befinden sich seine Geschäftsräume im Gebäude der LBS Südwest in der Vorderen Synagogenstraße.

## Organisation und Aufgaben

### Mitglieder
Mitglieder des Sparkassenverbands sind die öffentlich-rechtlichen Sparkassen, die im Verbandsgebiet ihren Sitz haben, und deren Träger. Die Mitgliedschaft ist nach dem Sparkassengesetz vorgegeben.

### Organe
Organe des Sparkassenverbands sind die Verbandsversammlung, der Verwaltungsrat und der Verbandsvorsteher (Präsident).
Der Verbandsvorsteher vertritt den Verband nach außen. Er ist Dienstvorgesetzter aller Bediensteten des Verbandes, hat die unmittelbare Aufsicht über den Geschäftsbetrieb des Verbandes und sorgt für die Einhaltung der Geschäftsanweisungen.
Die Verbandsversammlung besteht aus dem Verbandsvorsitzenden als Vorsitzendem, den beiden stellvertretenden Verbandsvorsitzenden und den Vertretern der Verbandsmitglieder (für jede Sparkasse und ihren Träger sind dies: Der Leiter der Verwaltung des Trägers, der Vorsitzende des Vorstandes der Sparkasse, sowie ein Mitglied des Verwaltungsrates der Sparkasse, das von der Vertretungskörperschaft des Trägers im Benehmen mit dem Verwaltungsrat gewählt wird).
Der Verwaltungsrat besteht aus dem Verbandsvorsitzenden als Vorsitzendem, den beiden stellvertretenden Verbandsvorsitzenden, sowie aus 21 weiteren Mitgliedern.
Der Verwaltungsrat kann aus seiner Mitte Ausschüsse und sonstige Gremien bilden, um ihnen bestimmte Angelegenheiten, für die er zuständig ist, zur Vorbereitung oder zur Entscheidung widerruflich zu übertragen.

### Interne Organisation und Aufgaben

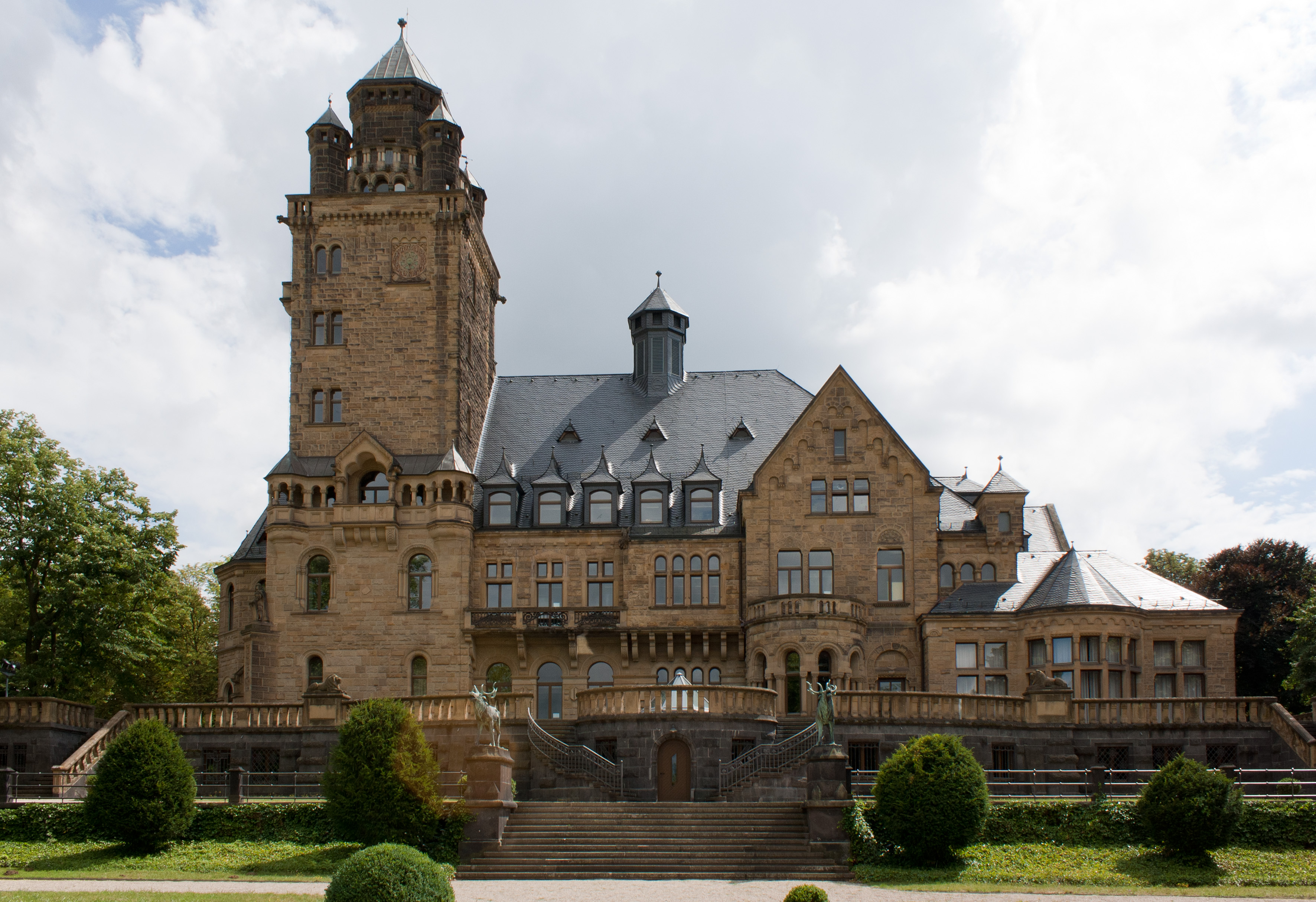
Ehemalige Sparkassenakademie Schloss Waldthausen

Die gesetzlich zugewiesenen Aufgaben des Verbandes sind: Das Sparkassenwesen zu fördern, Prüfungen bei den Mitgliedssparkassen durchzuführen, Mitarbeiterinnen und Mitarbeiter der Sparkassen aus- und weiterzubilden und die Aufsichtsbehörde gutachtlich zu beraten. Der Verband vertritt ferner die Interessen seiner Mitglieder in bankpolitischen, kreditwirtschaftlichen und aufsichtsrechtlichen Fragen.
Die Geschäftsstelle des Sparkassenverbandes Rheinland-Pfalz setzt sich aus drei Kompetenzcentern, zwei Geschäftsbereichen und einer Stabsstelle zusammen und nimmt die laufenden Verbandsgeschäfte wahr. Als Teil der Geschäftsstelle betreibt der Sparkassenverband die rheinland-pfälzische Sparkassenakademie (bis 31. Dezember 2019 im Schloss Waldthausen bei Budenheim). Ihr obliegt die Förderung der beruflichen und fachlichen Aus- und Weiterbildung sowie der Persönlichkeitsentwicklung der Angestellten und Auszubildenden der Sparkassen und deren Gemeinschaftseinrichtungen. Darüber hinaus betreibt der Verband eine Prüfungsstelle, die für die Wirtschaftsprüfung der Jahresabschlüsse der rheinland-pfälzischen Sparkassen und ihrer Tochtergesellschaften nach Maßgabe der gesetzlichen Vorschriften und der aufsichtsbehördlichen Anordnungen zuständig ist.

### Gewährträgerschaften, Mitgliedschaften und Beteiligungen
Der Verband ist einer der Träger der Landesbausparkasse Südwest. Er ist Mitglied im Dachverband des Deutschen Sparkassen- und Giroverbands. Über Beteiligungsgesellschaften verwaltet er die Anteile der rheinland-pfälzischen Sparkassen an der SV SparkassenVersicherung. Weitere nennenswerte Beteiligungen bestehen an der Finanz Informatik und am Deutschen Sparkassenverlag.

## Präsidenten
- bis 1973: Heinrich Lingens
- ab 1973: Hans Jung
- 1978–1983: Dieter Braun-Friderici, ehrenamtlich
- 1983–1990: Dieter Braun-Friderici, hauptamtlich
- 1990–1998: Karl-Adolf Orth
- 1999–2011: Hans Otto Streuber
- 2011–2022: Beate Läsch-Weber
- seit 2023: Thomas Hirsch

Zum 1. Januar 2023 übernahm der im Dezember 2021 gewählte Thomas Hirsch das Amt von Beate Läsch-Weber, deren Amtszeit aus Altersgründen Ende 2022 endete.

## Sparkassen in Rheinland-Pfalz
Am 1. Januar 2023 bestanden 20 Sparkassen in Rheinland-Pfalz. Darüber hinaus unterhält die Nassauische Sparkasse Geschäftsstellen auf rheinland-pfälzischem Gebiet.
| Sparkasse                                                     | Ort                    | Bilanzsumme in Mio. Euro 12/2022 | Beschäftigte | Filialen |
| ------------------------------------------------------------- | ---------------------- | -------------------------------- | ------------ | -------- |
| Sparkassenverband Rheinland-Pfalz (gesamt)                    |                        | 76.928                           | 10.351       | 685      |
| Sparkasse Vorderpfalz                                         | Ludwigshafen am Rhein  | 5.962                            | 831          | 41       |
| Sparkasse Rhein-Nahe                                          | Bad Kreuznach          | 6.471                            | 692          | 46       |
| Sparkasse Koblenz                                             | Koblenz                | 5.935                            | 788          | 41       |
| Sparkasse Trier                                               | Trier                  | 5.267                            | 710          | 55       |
| Sparkasse Rhein-Haardt                                        | Bad Dürkheim           | 4.943                            | 622          | 34       |
| Sparkasse Kaiserslautern                                      | Kaiserslautern         | 5.485                            | 772          | 51       |
| Sparkasse Westerwald-Sieg                                     | Bad Marienberg         | 4.078                            | 572          | 44       |
| Sparkasse Südpfalz                                            | Landau in der Pfalz    | 5.612                            | 659          | 48       |
| Rheinhessen Sparkasse                                         | Mainz                  | 6.791                            | 805          | 73       |
| Sparkasse Mittelmosel – Eifel Mosel Hunsrück                  | Bernkastel-Kues        | 3.122                            | 426          | 20       |
| Sparkasse Südwestpfalz                                        | Pirmasens              | 2.844                            | 416          | 32       |
| Sparkasse Neuwied                                             | Neuwied                | 2.693                            | 395          | 28       |
| Kreissparkasse Ahrweiler                                      | Bad Neuenahr-Ahrweiler | 2.709                            | 380          | 26       |
| Kreissparkasse Mayen                                          | Mayen                  | 2.551                            | 388          | 27       |
| Kreissparkasse Kusel                                          | Kusel                  | 1.921                            | 308          | 18       |
| Kreissparkasse Rhein-Hunsrück                                 | Simmern/Hunsrück       | 2.263                            | 340          | 15       |
| Nassauische Sparkasse (rheinland-pfälzische Geschäftsstellen) | Wiesbaden              | 1.903                            | 223          | 27       |
| Kreissparkasse Birkenfeld                                     | Idar-Oberstein         | 1.907                            | 313          | 18       |
| Sparkasse Donnersberg                                         | Rockenhausen           | 1.569                            | 229          | 9        |
| Kreissparkasse Bitburg-Prüm                                   | Bitburg                | 1.672                            | 282          | 23       |
| Kreissparkasse Vulkaneifel                                    | Daun                   | 1.220                            | 200          | 9        |